# Souk Ahras
Souk Ahras (in berbero: ⵜⴰⴳⴰⵙⵜ, Tagast, in arabo سوق أهراس‎?) è una città dell'Algeria, capoluogo della provincia omonima.

## Origini del nome
Il nome deriva dalla parola araba sūq’ che significa "mercato", e dalla parola chaoui ahra (plurale: ahras) ovvero "leone", riferita ai leoni berberi che vivevano nelle vicine foreste prima della loro estinzione nel 1930; da ciò Souk Ahras significa "mercato dei leoni".

## Storia

### Tagaste
La città esisteva già in epoca romana, quando era nota come Tagaste, patria di Sant’Agostino.

### Era moderna
La città moderna si è sviluppata soprattutto nel XX secolo, in seguito all'apertura di opere minerarie nella zona e alla costruzione della ferrovia.